# João Lourenço Pais de Sousa
João Lourenço Pais de Sousa (? —?) foi um político brasileiro.
Foi 1º vice-presidente da província do Pará, nomeado por carta imperial de 30 de agosto de 1885, de 16 de setembro a 5 de outubro de 1885.